# 不丹厚喙菊
不丹厚喙菊（学名：Dubyaea bhotanica），为菊科厚喙菊属下的一个植物种。